# Ina, Kapatid, Anak
Ina, Kapatid, Anak (título internacional: Her Mother's Daughter) é uma telenovela filipina exibida em 2012 pela ABS-CBN. Foi protagonizada por Kim Chiu e Maja Salvador com atuação antagônica de Xian Lim.

## Elenco
- Kim Chiu - Celyn Buenaventura / Celyn Marasigan-Lagdameo
- Maja Salvador - Margaux Marasigan-Castillo
- Xian Lim - Liam Lagdameo
- Enchong Dee - Ethan Castillo
- Cherry Pie Picache - Theresa Apolinario
- Ariel Rivera - Julio Marasigan
- Janice de Belen - Beatriz Elizalde-Marasigan
- Ronaldo Valdez - Zacharias "Zach" Apolinario
- Pilar Pilapil - Yolanda Cruz-Elizalde

## Exibição
| País           | Emissora                      |
| -------------- | ----------------------------- |
| Filipinas      | ABS-CBN                       |
| Estados Unidos | The Filipino Channel          |
| Canadá         | The Filipino Channel          |
| Europa         | The Filipino Channel          |
| Japão          | The Filipino Channel          |
| Hong Kong      | The Filipino Channel          |
| Indonésia      | The Filipino Channel          |
| Austrália      | The Filipino Channel          |
| Tanzânia       | Star TV                       |
| Malásia        | Astro Bella                   |
| Quênia         | Kenya Television Network      |
| Uganda         | Bukedde TV                    |
| Nigéria        | Africa Independent Television |